# Chrysoteuchia fractellus
Chrysoteuchia fractellus là một loài bướm đêm trong họ Crambidae.